# Liste der Territorien der Stadt und Republik Bern

Stadt und Republik Bern (1798)

Schultheiss, Räte und Burger der Stadt und Republik Bern regierten bis 1798 über die bernischen Gebiete immediat (unmittelbar), indem Bern einen Landvogt einsetzte, und mediat (mittelbar) dort, wo die Herrschaft in der Hand eines privaten Twingherrn lag.
Die Vogteien (Ämter und Dienste) waren Verwaltungsposten, die ausschliesslich durch Mitglieder des Grossen Rates der Stadt Bern besetzt werden konnten. Die Amtleute wurden in der Regel auf sechs Jahre gewählt, ab 1710 wurden die Ämter im Grossen Rat unter den Bewerbern ausgelost. Die Ämter (Landvogteien, Klostervogteien, Kastlaneien und Stadtämter etc.) waren nach ihrem finanziellen Ertrag in vier Klassen eingeteilt.

## Gebiete immediater Herrschaft (Ämter und Dienste)
| Amt                                   | Amtmann/Vogt             | Amt errichtet/zu Bern gehörig seit | Bild Amtssitz | Amtssitz               | Klasse |
| ------------------------------------- | ------------------------ | ---------------------------------- | ------------- | ---------------------- | ------ |
| Thun (Thoune)                         | Schultheiss              | 1384                               |               | Schloss Thun           | II     |
| Zofingen (Zofingue) (Munizipalstadt ) | Schultheiss              | 1415                               |               | Rathaus Zofingen       | -      |
| Aarau (Munizipalstadt)                | Schultheiss              | 1415                               |               | Rathaus Aarau          | -      |
| Lenzburg (Munizipalstadt)             | Schultheiss              | 1415                               |               | Rathaus Lenzburg       | -      |
| Brugg (Munizipalstadt )               | Schultheiss              | 1415                               |               | Rathaus Brugg          | -      |
| Burgdorf (Berthoud)                   | Schultheiss              | 1384                               |               | Schloss Burgdorf       | II     |
| Büren                                 | Schultheiss              | 1393                               |               | Schloss Büren          | III    |
| Unterseen                             | Landvogt                 | 1397                               |               | Schloss Unterseen      | IV     |
| Wiedlisbach                           | Landvogt                 | 1463                               |               | Schloss Wiedlisbach    | IV     |
| Obersimmental                         | Kastlan                  | 1383                               |               | Schloss Blankenburg    | IV     |
| Niedersimmental                       | Kastlan                  | 1339                               |               | Schloss Wimmis         | III    |
| Frutigen                              | Kastlan                  | 1400                               |               | Tellenburg             | IV     |
| Oberhofen                             | Landvogt                 | 1652                               |               | Schloss Oberhofen      | IV     |
| Aigle (Aelen)                         | Gubernator               | 1475                               |               | Château d’Aigle        | III    |
| Hasli                                 | Landammann               | 1334                               |               | Landhaus               | -      |
| Trachselwald                          | Landvogt                 | 1408                               |               | Schloss Trachselwald   | III    |
| Bipp                                  | Landvogt                 | 1407/1463                          |               | Schloss Bipp           | I      |
| Aarwangen                             | Landvogt                 | 1432                               |               | Schloss Aarwangen      | I      |
| Wangen                                | Landvogt                 | 1406                               |               | Schloss Wangen         | I      |
| Landshut                              | Landvogt                 | 1514                               |               | Schloss Landshut       | III    |
| Lenzburg (Oberamt)                    | Obervogt                 | 1442                               |               | Schloss Lenzburg       | I      |
| Schenkenberg (Oberamt)                | Obervogt                 | 1460                               |               | Schloss Wildenstein    | III    |
| Aarberg                               | Landvogt                 | 1376                               |               | Amtshaus               | III    |
| Nidau                                 | Landvogt                 | 1388                               |               | Schloss Nidau          | III    |
| Erlach                                | Landvogt                 | 1474                               |               | Schloss Erlach         | III    |
| Laupen (Loyes)                        | Landvogt                 | 1324                               |               | Schloss Laupen         | III    |
| Oltigen                               | Landvogt                 | 1410                               |               | Burg Oltigen           | -      |
| Signau                                | Landvogt                 | 1529                               |               | Schloss Signau         | III    |
| Biberstein                            | Landvogt                 | 1527/35                            |               | Schloss Biberstein     | IV     |
| Aarburg                               | Landvogt                 | 1415                               |               | Festung Aarburg        | III    |
| Saanen                                | Landvogt                 | 1555                               |               | Schloss Rougemont      | III    |
| Brandis                               | Landvogt                 | 1607                               |               | Schloss Brandis        | III    |
| Interlaken                            | Landvogt                 | 1528                               |               | Schloss Interlaken     | II     |
| Königsfelden (Oberamt)                | Hofmeister               | 1528                               |               | Hofmeisterei           | I      |
| Thorberg                              | Landvogt                 | 1528                               |               | Schloss Thorberg       | II     |
| Fraubrunnen                           | Landvogt                 | 1528                               |               | Schloss Fraubrunnen    | III    |
| Zofingen (Stift)                      | Stiftschaffner           | 1528                               |               | Schaffnerei            | III    |
| Hettiswil                             | Schaffner                | 1528                               |               | Schaffnerei            |        |
| Frienisberg                           | Landvogt                 | 1528                               |               | Kloster Frienisberg    | II     |
| St. Johannsen                         | Landvogt                 | 1528                               |               | Kloster St. Johannsen  | III    |
| Gottstatt                             | Landvogt                 | 1528                               |               | Kloster Gottstatt      | III    |
| Buchsee                               | Landvogt                 | 1528                               |               | Schloss Münchenbuchsee | III    |
| Sumiswald                             | Landvogt                 | 1698                               |               | Spittel                | III    |
| Englische Gelder                      | Kommissar                | 1730–1765                          |               | -                      | II     |
| Salzdirektor in Roche                 | Salzdirektor             | 1731                               |               | Château de Roche       |        |
| Köniz                                 | Landvogt                 | 1729                               |               | Schloss Köniz          |        |
| Kasteln (Oberamt)                     | Obervogt                 | 1732                               |               | Schloss Kasteln        |        |
| Gemeine Herrschaften mit Freiburg     |                          |                                    |               |                        |        |
| Schwarzenburg                         | Landvogt                 | 1423                               |               | Schloss Schwarzenburg  | IV     |
| Murten (Morat)                        | Landvogt                 | 1476                               |               | Schloss Murten         | IV     |
| Grandson                              | Landvogt                 | 1476                               |               | Schloss Grandson       | III    |
| Echallens (Tscherlitz) und Orbe       | Landvogt                 | 1484                               |               | Schloss Echallens      | IV     |
| Ämter und Dienste in der Stadt Bern   |                          |                                    |               |                        |        |
| Bauamt                                | Bauherr von Burgern      | 1404                               |               | -                      |        |
| Salzdirektion                         | Salzdirektor von Burgern | 1690                               |               | -                      |        |
| Mushafen                              | Mushafenschaffner        | 1528                               |               | -                      | IV     |
| Stift                                 | Stiftschaffner           | 1528                               |               | Stiftsgebäude          | II     |
| Kornamt                               | Kornherr                 | 1617                               |               | -                      |        |
| Grosser Spital                        | Spitalmeister            | 1528–1716                          |               | Predigerkloster        |        |
| Inselspital                           | Inselmeister             | 1528–1715                          |               |                        |        |
| Ämter im Welschland                   |                          |                                    |               |                        |        |
| Avenches (Wiflisburg)                 | Bailli/Landvogt          | 1536                               |               | Schloss Avenches       | III    |
| Moudon (Milden)                       | Bailli/Landvogt          | 1536                               |               | Schloss Lucens         | II     |
| Yverdon (Ifferten)                    | Bailli/Landvogt          | 1536                               |               | Schloss Yverdon        | III    |
| Lausanne (Losanen)                    | Bailli/Landvogt          | 1536                               |               | Château Saint-Maire    | II     |
| Morges (Morsee)                       | Bailli/Landvogt          | 1536                               |               | Schloss Morges         | III    |
| Nyon (Neuis)                          | Bailli/Landvogt          | 1536                               |               | Schloss Nyon           | III    |
| Vevey (Vivis), bis 1735 Chillon       | Bailli/Landvogt          | 1536                               |               |                        | IV     |
| Romainmôtier                          | Bailli/Landvogt          | 1536                               |               | Prieuré                | I      |
| Oron (Orung)                          | Bailli/Landvogt          | 1557                               |               | Schloss Oron           | III    |
| Payerne (Peterlingen)                 | Gouverneur               | 1536                               |               | Kloster Payerne        | III    |
| Villeneuve (Neuenstadt am See)        | Spitalmeister            | 1536                               |               | Spital Villeneuve      | -      |
| Bonmont                               | Bailli/Landvogt          | 1711                               |               | Kloster Bonmont        | III    |
| Aubonne                               | Bailli/Landvogt          | 1701                               |               | Schloss Aubonne        | III    |
| Gemeine Herrschaften                  |                          |                                    |               |                        |        |
| Baden                                 | Landvogt                 | 1415                               |               | Schloss Baden          | V      |
| Thurgau                               | Landvogt                 | 1712                               |               | Schloss Frauenfeld     | V      |
| Freie Ämter                           | Landvogt                 | 1712                               |               |                        | V      |
| Rheintal                              | Landvogt                 | 1712                               |               |                        | V      |
| Sargans                               | Landvogt                 | 1712                               |               | Schloss Sargans        | V      |
| Locarno (Luggarus)                    | Landvogt                 | 1512                               |               | Castello Visconteo     | V      |
| Lugano (Lauis)                        | Landvogt                 | 1512                               |               |                        | V      |
| Mendrisio (Mendris)                   | Landvogt                 | 1512                               |               |                        | V      |
| Valle Maggia (Maiental)               | Landvogt                 | 1512                               |               |                        | V      |
| Vor 1798 verlorene Gebiete            |                          |                                    |               |                        |        |
| Gex                                   | Bailli/Landvogt          | 1536–1567                          |               |                        |        |
| Ternier                               | Bailli/Landvogt          | 1536–1567                          |               |                        |        |
| Thonon                                | Bailli/Landvogt          | 1536–1567                          |               |                        |        |

## Gebiete mediater Herrschaft (Twingherrschaften)
| Landgericht Seftigen                          | Bild | Sitz                                             | Herrschaftsinhaber                                                                                                 |
| --------------------------------------------- | ---- | ------------------------------------------------ | --- |
| Herrschaft Kehrsatz                           |      | Schloss Kehrsatz                                 | Karl Hackbrett |
| Herrschaft Englisberg                         | -    | -                                                | |
| Herrschaft Niedermuhlern                      | -    | -                                                | Anton von Graffenried (I.)                                                                                         |
| Freiherrschaft Belp                           |      | Schloss Belp                                     | Karl Emanuel von Wattenwyl                                                                                         |
| Herrschaft Toffen                             |      | Schloss Toffen                                   | Bartholomäus May                                                                                                   |
| Herrschaft Rümligen                           |      | Schloss Rümligen                                 | Samuel Frisching I., Samuel Frisching II., Johann Frisching, Rudolf Emanuel Frisching, Johann Rudolf von Frisching |
| Herrschaft Gerzensee                          |      | Altes Schloss Gerzensee, Neues Schloss Gerzensee | Isaak Steiger |
| Herrschaft Kirchdorf                          |      |                                                  | Hans Jakob von Wattenwyl                                                                                           |
| Freiherrschaft Riggisberg (Mannlehen)         |      | Schloss Riggisberg                               | |
| Herrschaft Burgistein                         |      | Schloss Burgistein                               | Hans Jakob von Wattenwyl, Emanuel von Graffenried                                                                  |
| Herrschaft Gurzelen                           | -    | -                                                | Emanuel von Graffenried                                                                                            |
| Herrschaft Wattenwil (Mannlehen)              | -    | -                                                | |
| Herrschaft Blumenstein (Mannlehen)            | -    | -                                                | |
| Landgericht Konolfingen                       | Bild | Sitz                                             | Herrschaftsinhaber                                                                                                 |
| Herrschaft Kiesen                             |      | Schloss Kiesen                                   | |
| Herrschaft Oberwichtrach                      | -    | -                                                | |
| Herrschaft Niederwichtrach                    | -    | -                                                | |
| Herrschaft Münsingen                          |      | Schloss Münsingen                                | Hans Franz Nägeli, Hans Steiger                                                                                    |
| Freiherrschaft Diessbach                      |      | Neues Schloss Oberdiessbach                      | Ludwig von Diesbach                                                                                                |
| Herrschaft Hünigen                            |      | Schloss Hünigen                                  | |
| Herrschaft Wil (Mannlehen)                    |      | Schloss Wil                                      | |
| Herrschaft Worb                               |      | Schloss Worb                                     | Christoph von Graffenried                                                                                          |
| Herrschaft Trimstein                          | -    | -                                                | Christoph von Graffenried                                                                                          |
| Herrschaft Wikartswil                         | -    | -                                                | Christoph von Graffenried                                                                                          |
| Herrschaft Utzigen                            |      | Schloss Utzigen                                  | Samuel Jenner |
| Landgericht Sternenberg                       | Bild | Sitz                                             | Herrschaftsinhaber                                                                                                 |
| Herrschaft Riedburg                           |      | Grossgschneit                                    | |
| Herrschaft Bümpliz                            |      | Schloss Bümpliz                                  | |
| Landgericht Zollikofen                        | Bild | Sitz                                             | Herrschaftsinhaber                                                                                                 |
| Herrschaft Illiswil                           | -    | -                                                | |
| Herrschaft Bremgarten                         |      | Schloss Bremgarten                               | Hans Franz Nägeli, Johann Anton Kirchberger                                                                        |
| Herrschaft Reichenbach                        |      | Schloss Reichenbach                              | Rudolf von Erlach, Beat Fischer                                                                                    |
| Herrschaft Bäriswil                           | -    | -                                                | Hieronymus von Erlach                                                                                              |
| Herrschaft Seedorf                            | -    | -                                                | Hieronymus von Erlach                                                                                              |
| Herrschaft Wil                                |      | Schlössli Wil                                    | Hieronymus von Erlach                                                                                              |
| Herrschaft Hindelbank                         |      | Schloss Hindelbank                               | Hieronymus von Erlach, Albrecht Friedrich von Erlach                                                               |
| Herrschaft Urtenen                            | -    | -                                                | Johann Friedrich Willading, Hieronymus von Erlach, Albrecht Friedrich von Erlach                                   |
| Herrschaft Mattstetten                        | -    | -                                                | Hieronymus von Erlach, Albrecht Friedrich von Erlach                                                               |
| Herrschaft Jegenstorf                         |      | Schloss Jegenstorf                               | Rudolf von Erlach, Albrecht Friedrich von Erlach, Karl Ludwig von Erlach                                           |
| Herrschaft Scheunen                           |      |                                                  | Anton Ludwig Stürler                                                                                               |
| Ausserhalb der Landgerichte                   | Bild | Sitz                                             | Herrschaftsinhaber                                                                                                 |
| Freiherrschaft Spiez (Mannlehen)              |      | Schloss Spiez                                    | Adrian I. von Bubenberg, Ludwig von Diesbach, Sigmund von Erlach                                                   |
| Herrschaft Signau                             |      | Burg Alt-Signau, Burg Neu-Signau                 | |
| Herrschaft Strättligen                        |      | Burg Strättligen                                 | Bartholomäus May                                                                                                   |
| Herrschaft Oberhofen am Thunersee (Mannlehen) |      | Schloss Oberhofen                                | |
| Herrschaft Brandis                            |      | Burg Brandis                                     | |
| Herrschaft Landshut                           |      | Schloss Landshut                                 | Ludwig von Diesbach                                                                                                |
| Herrschaft Thunstetten                        |      | Schloss Thunstetten                              | Hieronymus von Erlach, Albrecht Friedrich von Erlach                                                               |
| Herrschaft Inkwil                             | -    | -                                                | Hieronymus von Erlach                                                                                              |
| Herrschaft Münchenwiler                       |      | Schloss Münchenwiler                             | Hans Jakob von Wattenwyl                                                                                           |
| Im Aargau (ab 1415)                           | Bild | Sitz                                             | Herrschaftsinhaber                                                                                                 |
| Herrschaft Auenstein                          |      | Schloss Auenstein                                | Johann Ludwig von Erlach                                                                                           |
| Herrschaft Kasteln (Mannlehen)                |      | Schloss Kasteln                                  | Johann Ludwig von Erlach                                                                                           |
| Herrschaft Liebegg (Mannlehen)                |      | Schloss Liebegg                                  | |
| Herrschaft Rued (Mannlehen)                   |      | Schloss Rued                                     | Carl Friedrich Rudolf May                                                                                          |
| Herrschaft Schafisheim                        |      | Schloss Schafisheim                              | |
| Herrschaft Schöftland (Mannlehen)             |      | Schloss Schöftland                               | |
| Herrschaft Trostburg                          |      | Trostburg                                        | |
| Herrschaft Villnachern (Mannlehen)            | -    | -                                                | |
| Herrschaft Wildegg                            |      | Schloss Wildegg                                  | Kaspar Effinger |
| Herrschaft Wildenstein (Mannlehen)            |      | Schloss Wildenstein                              | Franz Christoph Effinger                                                                                           |
| In der Waadt (ab 1536)                        | Bild | Sitz                                             | Herrschaftsinhaber                                                                                                 |
| Seigneurie d' Allaman                         |      | Schloss Allaman                                  | |
| Seigneurie de Ballaigues                      |      |                                                  | Johann Rudolf Sinner (Schriftsteller)                                                                              |
| Seigneurie de Bavois                          |      | Schloss Bavois                                   | |
| Seigneurie de Begnins                         |      |                                                  | Hans Steiger |
| Seigneurie de Bercher                         |      | Schloss Bercher                                  | |
| Seigneurie de Bière                           |      |                                                  | Hans Steiger |
| Seigneurie de Bioley-Magnoux                  |      | Schloss Bioley-Magnoux                           | |
| Seigneurie de Blonay                          |      | Schloss Blonay                                   | |
| Seigneurie de Bonvillars                      |      | Schloss Bonvillars                               | |
| Seigneurie de Bursinel                        |      | Schloss Bursinel                                 | Marc Charles Frédéric de Sacconay                                                                                  |
| Seigneurie de Champvent                       |      | Schloss Champvent                                | |
| Baronie de Châtelard                          |      | Schloss Châtelard                                | Emanuel Bondeli |
| Seigneurie de Chevilly                        | -    | -                                                | Wolfgang-Charles de Gingins                                                                                        |
| Seigneurie de Coppet                          |      | Schloss Coppet                                   | Alexander zu Dohna-Schlobitten, Christoph I. zu Dohna-Schlodien, Sigmund von Erlach, Jacques Necker                |
| Seigneurie de Cronay                          |      |                                                  | Albrecht Manuel |
| Seigneurie de Denens                          |      | Schloss Denens                                   | |
| Seigneurie de Démoret                         |      | Schloss Démoret                                  | Nicolas Doxat |
| Seigneurie de Duillier                        |      | Schloss Duillier                                 | |
| Seigneurie d' Eclépens                        |      | Schloss Eclépens                                 | |
| Seigneurie de Gingins                         |      | Schloss Gingins                                  | |
| Seigneurie de Goumoëns                        |      | Schloss Goumoens                                 | Albrecht von Haller                                                                                                |
| Baronie de Grandcour                          |      | Schloss Grandcour                                | Friedrich Sinner                                                                                                   |
| Seigneurie de L'Isle                          |      | Schloss L'Isle                                   | Marc Charles Frédéric de Sacconay                                                                                  |
| Seigneurie de Lavigny                         |      | Schloss Lavigny                                  | |
| Baronie de St-Légier                          |      | Schloss Hauteville                               | |
| Seigneurie de Luins                           |      | Schloss Luins                                    | |
| Seigneurie de Moiry                           | -    | -                                                | Wolfgang-Charles de Gingins                                                                                        |
| Seigneurie de Mollens                         |      | Schloss Mollens                                  | Hans Steiger |
| Seigneurie de Monnaz                          |      | Schloss Monnaz                                   | |
| Seigneurie de Mont-le-Grand                   |      | Schloss Mont                                     | Hans Steiger |
| Seigneurie de Mont-le-Vieux                   |      |                                                  | Hans Steiger |
| Seigneurie de Montricher                      |      | Burg Montricher                                  | Niklaus Friedrich von Steiger                                                                                      |
| Seigneurie de Orny                            | -    | Château d'Orny                                   | Wolfgang-Charles de Gingins                                                                                        |
| Seigneurie de Perroy                          |      | Schloss Perroy                                   | Carl Hackbrett |
| Seigneurie de Pompaples                       | -    | -                                                | |
| Baronie de Prangins                           |      | Schloss Prangins                                 | |
| Seigneurie de Prilly                          |      | Schloss Prilly                                   | |
| Baronie de Rolle                              |      | Schloss Rolle                                    | Hans Steiger |
| Seigneurie de Rosey                           |      |                                                  | Hans Steiger |
| Seigneurie de Rossens                         |      |                                                  | |
| Seigneurie de Saint-Saphorin                  |      | Schloss Saint-Saphorin                           | François-Louis de Pesmes de Saint-Saphorin                                                                         |
| Baronie de La Sarraz                          |      | Schloss La Sarraz                                | |
| Seigneurie de Sépey                           |      |                                                  | Hans Steiger |
| Seigneurie de Serraux                         |      |                                                  | |
| Seigneurie de Trévelin                        |      |                                                  | |
| Seigneurie de Vufflens                        |      |                                                  | |
| Seigneurie de Vullierens                      |      |                                                  | |